# لطیف شندل
لطیف شندل (انگلیسی: Latif Shandal؛ زادهٔ ۱ ژوئیهٔ ۱۹۳۸) بازیکن فوتبال اهل عراق بود.
وی همچنین در تیم ملی فوتبال عراق بازی کرده‌است.